# Államok vezetőinek listája 551-ben
Ezen az oldalon az i. sz. 551-ben fennálló államok vezetőinek névsora olvasható földrészek, majd országok szerinti bontásban.

## Európa
- Bizánci Birodalom
  - Császár: I. Iusztinianosz (527–565)

- Vizigótok
  - Király: I. Agila (549–555)

- Osztrogót Királyság
  - Királynő: Totila (541–552)

- Frank Birodalom
  - Király: Király: I. Childebert (Párizs; 511–558)
  - Király: Theudebald (Metz, 548–555)
  - Király: I. Chlothar (Soissons, 511–558)
  - Bajor Hercegség
    - Herceg: I. Garibald (548–593)

- Longobárdok
  - Király: Audoin (546–560)

- Szvéb Királyság
- Király: Chararich (550–558/559)

### Britannia
- Bernicia
  - Király: Ida (547–559)

- Kenti Királyság
  - Király: Eormenric (522/539–560/585)

- Wessexi Királyság
  - Király: Cynric (534–560)

- Essexi Királyság
  - Király: Æscwine (kb. 527–kb. 587)

- Dál Riata
  - Király: Gabrán mac Domangairt (538–558)

- Gwynedd
  - Király: Rhun Hir ap Maelgwn (kb. 549–kb. 580)

## Ázsia
- Csampa
  - Király: I. Rudravarman (529–572)

- Ibériai Királyság
  - Király: V. Pharaszmanész (547–561)

- India
  - Anuradhapura
    - Király: II. Moggallana (540-560)

  - Csálukja-dinasztia
    - Király: I. Pulakesin (543–566)

  - Gupta Birodalom
    - Király: Visnugupta Csandraditja (550–kb. 555)

  - Kadamba
    - Király: Krisnavarman (550–565)

  - Pallava
    - Király: III. Szimhavarman (550–574)

- Japán
  - Császár: Kinmei (539–571)

- Kína (Északi és déli dinasztiák kora)
  - Liang-dinasztia
    - Császár: Liang Csienven-ti (549–551)
    - Császár: Hsziao Tung (551)
    - Császár: Hou Csing (551-552)

  - Északi Csi dinasztia
    - Császár: Csi Venhszüan-ti (550–559)

  - Nyugati Vej dinasztia
    - Császár: Vej Ven-ti (535–551)
    - Császár: Vej Fej-ti (551–554)

- Korea
  - Pekcse
    - Király: Szong (523–554)

  - Kogurjo
    - Király: Jangvon (545–559)

  - Silla
    - Király: Csinhung (540–576)

- Lahmid Királyság
  - Király: III. Mundir (505–554)

- Szászánida Birodalom
  - Nagykirály: I. Huszrau (531–579)

## Afrika
- Akszúmi Királyság
  - Akszúmi uralkodók listája

## Amerika
- Palenque
  - Király: K'an Joy Chitam (529–565)

- Tikal
  - Király: Wak Chan K’awiil (537–562)

## Egyházfő
- Pápa: Vigilius (537–555)
- Konstantinápolyi pátriárka: Ménasz (536–552)

## Fordítás
- Ez a szócikk részben vagy egészben  a   Liste der Staatsoberhäupter 551 című német Wikipédia-szócikk ezen változatának fordításán alapul.  Az eredeti cikk szerkesztőit annak laptörténete sorolja fel. Ez a jelzés csupán a megfogalmazás eredetét és a szerzői jogokat jelzi, nem szolgál a cikkben szereplő információk forrásmegjelöléseként.